# Kmećani
Kmećani (szerbül: Кмећани), település Banja Luka községben, Bosznia-Hercegovinában, Bosanska krajina területén, a Szerb Köztársaságban. 

## Fekvése
Bosznia-Hercegovina északi részén, Banja Luka központjától légvonalban 25, közúton 42 km-re nyugat-délnyugatra, a Gomjenica mentén és a környező hegyeken, a Behremaganic-hegység területén, 450-550 méteres magasságban fekszik. 

## Népessége
| Nemzetiségi csoport | Népesség 1991 | Népesség 2013 |
| ------------------- | ------------- | ------------- |
| Szerb               | 441           | 216           |
| Bosnyák             | 0             | 0             |
| Horvát              | 7             | 1             |
| Jugoszláv           | 5             | 0             |
| Egyéb               | 5             | 1             |
| Összesen            | 458           | 218           |

## Története
A település területe rendkívül gazdag vasércben, amely felszíni bányászatának köszönhetően már az ókorban is nagyon könnyen kitermelhető volt. Még ma is vannak nyomai az érc olvasztásának helyének, ami megerősíti ezt az információt. A Gomijenica folyó felső és középső folyása mentén számtalan bányászati eredetű salakhalom, gödör és mélyedés látható, amelyek tanúskodnak arról, hogy itt ősidők óta fejlődött a bányászat. A vasérc tágabb területen történő kitermelése már az ókorban is az egyik alapvető gazdasági tevékenység volt. A Gomjenica folyó vízerejét a nyersanyagfeldolgozó üzemek működtetésére egészen a 20. század elejéig használták. A középkorban a Gomjenica vidéke a zemljaniki plébániához tartozott, aminek területe egybeesik a későbbi zmijanjei oszmán náhijével. A késő középkorban ezek a vidékek politikailag egyre fontosabbá váltak, így a 13. század második felétől Donji Kraji néven említik őket az írott források. A terület feudális ura a 13. század utolsó évtizedeiben Prijezda bosnyák bán volt.
A település 1878-ig tartozott az Oszmán Birodalomhoz, ekkor a berlini kongresszus határozata alapján az Osztrák-Magyar Monarchia része lett. 1879-ben az első osztrák-magyar népszámlálás során a Banja Luka-i járáshoz tartozó településnek 54 háztartása, 363 ortodox és 94 katolikus lakosa volt. 1910-ben a Banja Luka-i járáshoz tartozó településen 87 háztartást, 450 ortodox és 131 katolikus lakost találtak. A monarchia szétesésével 1918-ban előbb a Szerb-Horvát-Szlovén Királyság, majd 1929-től a Jugoszláv Királyság része. 1921-ben a községnek összesen 90 háztartása és 540 lakosa volt. Jugoszlávia megszállása után a Független Horvát Állam (NDH) része lett. A második világháború után a szocialista Jugoszláviához tartozott. Az 1961-es népszámláláskor Bronzani Majdan községnek 18 046 lakosa volt, és a következő településeket foglalta magában: Bistrica, Borkovići, Bronzani Majdan, Vilusi, Goleši, Zelenci, Kmećani, Melina, Obrovac, Pervan Gornji, Pervan Donji, Slavmanići, Stratinska és Subotica. 1963-ban megszüntették az addig önálló Bronzani Majdan községet és területét Banja Lukához csatolták. A daytoni békeszerződést követő területfelosztásnál Banja Luka község részeként a Szerb Köztársaság területéhez került.

## Nevezetességei

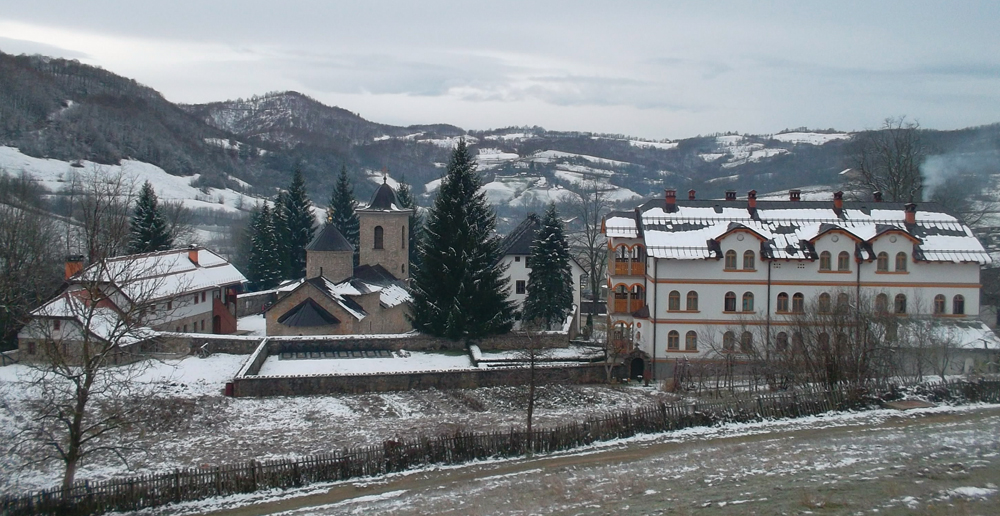
A kolostor épületegyüttesének látképe

A település határában a Gomjenica folyó mentén található a Gomionica-kolostor. A kolostort az 1540/41. évi oszmán összeírásban említik először, Zalužje kolostor néven. Jovan Svetogorac 1649-ben itt adta ki a „Triod cvjetni” című művét. 1727. március 27-én itt tartózkodott IV. Arszenije szerb pátriárka. A 17. század végén a szerzetesek a bánáti Hodos kolostorába, majd 1738-ban a szlavóniai pakrai kolostorba menekültek. A 18. és 19. század folyamán a kolostortemplomot többször is felújították. Az 1882-ben épült kolostori iskolába járt a híres író, Petar Kočić is. A kolostortemplom falfestményeinek olyan stílusjegyei vannak, amelyek e műveket azokkal a mesterekkel hozzákkapcsolatba, akik a 16. század hetedik és nyolcadik évtizedében a peći, a lomnicai és a gračanicai szentélyt is kifestették. A kolostor kincstárában 16-19. századi ikongyűjtemény, 14-17. századi régi, kézzel írott és nyomtatott könyvek, valamint művészi kézműves tárgyak találhatók. Az épületegyüttest Bosznia-Hercegovina nemzeti műemlékévé nyilvánították.

## Fordítás
- Ez a szócikk részben vagy egészben  a   Kmećani című bosnyák Wikipédia-szócikk ezen változatának fordításán alapul.  Az eredeti cikk szerkesztőit annak laptörténete sorolja fel. Ez a jelzés csupán a megfogalmazás eredetét és a szerzői jogokat jelzi, nem szolgál a cikkben szereplő információk forrásmegjelöléseként.
- Ez a szócikk részben vagy egészben  a(z)   Манастир Гомионица című szerb Wikipédia-szócikk ezen változatának fordításán alapul.  Az eredeti cikk szerkesztőit annak laptörténete sorolja fel. Ez a jelzés csupán a megfogalmazás eredetét és a szerzői jogokat jelzi, nem szolgál a cikkben szereplő információk forrásmegjelöléseként.